# Iramaia
Iramaia é um município brasileiro do estado da Bahia, localizado na mesorregião do Centro-Sul Baiano, Sul da região de serras da Chapada Diamantina e na microrregião de Jequié. Localiza-se a uma latitude 13º 17' 09" sul e a uma longitude 40º 57' 03" oeste, estando a uma altitude de 661 metros. Sua população de acordo com o último censo realizado em 2022 é de 10.752 habitantes, superando a  estimada em 2018  de 8.197 habitantes. Possui uma área de 1.948,488 km².

## História
O município de Iramaia nasceu de uma fazenda denominada Almas do Sincorá, onde foi construída uma estação e uma casa para o agente fiscalizador da construção da Ferrovia Leste Brasileira. Ao lado dessa casa foram se erguendo muitas outras, residenciais e comerciais, e assim surgiu o povoado. Posteriormente seu topônimo foi mudado para Iracema.
Pelo Decreto-Lei Estadual nº 141, de 31 de dezembro de 1943, confirmado pelo Decreto Estadual nº 12.978, de 01 de junho de 1944, o Distrito de Iracema tomou a nome de Iramaia.
Segundo antigos moradores, acredita-se que essa região era habitada por uma tribo indígena chamada Maia. Passou por essa região, o guerrilheiro Carlos Prestes e sua comitiva à procura de pedras preciosas. Uma índia da tribo teria fugido com a "Coluna Prestes", deixando com ódio toda a tribo, então o nome mudou para Iramaia (Ira significa ódio e Maia significa Tribo).
Foi emancipada em 28 de janeiro de 1958 através da lei 959/57 e pela Lei Estadual nº 1.253, de 28 de janeiro de 1960, criado com o território desmembrado do município de Barra da Estiva sendo instalado em 07 de abril de 1963. Constituído de 2 distritos: Iramaia e Novo Acre (também popularmente conhecido como Jiquy).
| Prefeitos de Iramaia desde a redemocratização (Sexta República, ou Nova República) a partir de 1985 | Prefeitos de Iramaia desde a redemocratização (Sexta República, ou Nova República) a partir de 1985 | Prefeitos de Iramaia desde a redemocratização (Sexta República, ou Nova República) a partir de 1985 | Prefeitos de Iramaia desde a redemocratização (Sexta República, ou Nova República) a partir de 1985 | Prefeitos de Iramaia desde a redemocratização (Sexta República, ou Nova República) a partir de 1985 | Prefeitos de Iramaia desde a redemocratização (Sexta República, ou Nova República) a partir de 1985 |
| #                                                                                                   | Prefeito Eleito                                                                                     | Partido                                                                                             | Início do mandato                                                                                   | Fim do mandato                                                                                      | Nota                                                                                                |
| --------------------------------------------------------------------------------------------------- | --------------------------------------------------------------------------------------------------- | --------------------------------------------------------------------------------------------------- | --------------------------------------------------------------------------------------------------- | --------------------------------------------------------------------------------------------------- | --------------------------------------------------------------------------------------------------- |
| 1                                                                                                   | Antonio Fernando Souza Ramos                                                                        | PFL                                                                                                 | 1.º de janeiro de 1985                                                                              | 31 de dezembro de 1988                                                                              | |
| 2                                                                                                   | Antônio Rodrigues Caires (Dodinha)                                                                  | PL                                                                                                  | 1.º de janeiro de 1989                                                                              | 31 de dezembro de 1992                                                                              | |
| 3                                                                                                   | José Riz Silva de Araújo (Dr. Riz)                                                                  | PL                                                                                                  | 1.º de janeiro de 1993                                                                              | 31 de dezembro de 1996                                                                              | |
| 4                                                                                                   | Antonio Fernando Souza Ramos                                                                        | PFL                                                                                                 | 1.º de janeiro de 1997                                                                              | 31 de dezembro de 2000                                                                              | |
| 5                                                                                                   | Antonio Fernando Souza Ramos                                                                        | PFL                                                                                                 | 1.º de janeiro de 2001                                                                              | 31 de dezembro de 2004                                                                              | |
| 6                                                                                                   | José Rodrigues de Carvalho Júnior (Zezinho)                                                         | PFL                                                                                                 | 1.º de janeiro de 2005                                                                              | 6 de junho de 2007                                                                                  | Cassado pelo TRE/BA                                                                                 |
| 7                                                                                                   | Antônio Rodrigues Caires Filho (Toninho)                                                            | PL                                                                                                  | 7 de junho de 2007                                                                                  | 31 de dezembro de 2008                                                                              | |
| 8                                                                                                   | José Rodrigues de Carvalho Júnior (Zezinho)                                                         | PR                                                                                                  | 1.º de janeiro de 2009                                                                              | 4 de junho de 2010                                                                                  | Cassado pelo TRE/BA                                                                                 |
| 9                                                                                                   | Antonio Carlos Silva Bastos (Tunga)                                                                 | DEM                                                                                                 | 7 de junho de 2010                                                                                  | 31 de dezembro de 2012                                                                              | [ 10 ]                                                                                              |
| 10                                                                                                  | Antônio Rodrigues Caires (Dodinha)                                                                  | PDT                                                                                                 | 1.º de janeiro de 2013                                                                              | 31 de dezembro de 2016                                                                              | |
| 11                                                                                                  | Antonio Carlos Silva Bastos (Tunga)                                                                 | DEM                                                                                                 | 1.º de janeiro de 2017                                                                              | 31 de dezembro de 2020                                                                              | |

## Ferrovias
Em seu território, passa a seguinte ferrovia: Linha Sul da Viação Férrea Federal Leste Brasileiro (VFFLB), na ligação de Iramaia com Simões Filho e com a cidade de Monte Azul, em Minas Gerais. Fez parte da Superintendência Regional Salvador (SR-7) da Rede Ferroviária Federal (RFFSA) até sua concessão ser entregue à Ferrovia Centro-Atlântica (FCA), que hoje detém sua administração.
Pela ferrovia, a cidade era atendida por trens de passageiros de longo percurso, que ofereciam saídas para Iaçu e para Monte Azul. Porém, a partir de 1989, quando foram desativadas as operações de passageiros, a linha férrea acabou restrita ao transporte de cargas, mantendo-se assim até os dias de hoje.

## Religião

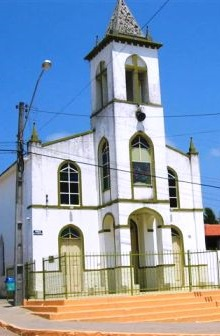
Igreja Católica de Iramaia, inaugurada em 1967

De maioria cristã, a cidade faz parte da Diocese de Livramento de Nossa Senhora, com maioria da população católica. Há também expressiva parcela de protestantes, que frequentam diversas igrejas evangélicas.
Em Iramaia as religiões afro-brasileiras não são vistas como mutuamente exclusivas, e muitas pessoas de outras crenças religiosas participam de cultos religiosos dessas religiões afro-brasileiras, regularmente ou ocasionalmente. Desta forma, os rituais, e as festas fazem parte da cultura local.
| Religião     | Porcentagem | Número |
| Católicos    | 81,02%      | 9 714  |
| Protestantes | 11,48%      | 1 376  |
| Espíritas    | 1,53%       | 183    |
| Outras       | 5,98%       | 717    |

Fonte: IBGE - Censo Demográfico 2010